# 张宏森
张宏森（1964年8月—），男，山东淄博人，中华人民共和国作家，文学创作一级（正高级）。曾任国家广播电视总局副局长，中共湖南省委常委、省委宣传部部长。现任中国共产党第二十届中央委员会委员，中国作家协会党组书记、主席。

## 生平
淄博师范专科学校（先合并为淄博学院，后又合并为山东理工大学）中文专业毕业，大专学历。1983年7月参加工作，1988年12月加入中国共产党。1994年，任淄博市文联副主席；1997年，任山东电影电视剧制作中心影视部主任(正处级)；1998年，任山东电影电视剧制作中心副主任兼影视部主任；
2003年，任广电总局电影管理局副局长；2013年，任广电总局电影管理局局长；2017年，任国家新闻出版广电总局副局长，电影局局长；2018年，任国家广播电视总局副局长。
2019年9月，任中共湖南省委常委、省委宣传部部长。2021年6月，升任中国作家协会党组书记，跻身正部级。2025年3月，当选中国作家协会主席。